# Pensa (département)
Pensa est un département et une commune rurale de la province du Sanmatenga, situé dans la région Centre-Nord au Burkina Faso. Au dernier recensement de 2006, le département comptait 36 158 habitants.

## Géographie

### Villages
Le département et la commune de Pensa se compose de quinze villages, dont le village chef-lieu homonyme (populations actualisées en 2006) :
- Ankouna (4 927 habitants)
- Badnongo (2 551 habitants)
- Bangkiemdé-Bangré (67 habitants)
- Bou (906 habitants)
- Boulga (4 016 habitants)
- Doro (2 167 habitants)
- Faramoura (1 764 habitants)
- Imsélé (rattaché à Zinibéogo) (1 854 habitants)
- Mognaba (2 354 habitants)
- Nahi-Peulh (1 067 habitants)
- Ouapaci (1 449 habitants)
- Pensa (4 905 habitants), chef-lieu
- Raogo (1 492 habitants)
- Yalgo (2 687 habitants)
- Zinibéogo (associé à Imsélé) (2 098 habitants)

## Histoire
Le 6 juillet 2020, le maire de la commune, Souleiman Zabré, est enlevé sur la route à Yantéga, malgré la présence d'une escorte qui l'accompagnait vers Kaya, par un groupe d'hommes armés venant de la forêt de Goenéga voisine et est retrouvé assassiné.

## Administration
| Période                                  | Période      | Identité         | Étiquette | Qualité |
| ---------------------------------------- | ------------ | ---------------- | --------- | ------- |
|                                          | juillet 2020 | Souleymane Zabré | RDS       |         |
| 2020                                     | en cours     | Issaka Sawadogo, | RDS       |         |
| Les données manquantes sont à compléter. |              |                  |           |         |

## Santé et éducation
Le département accueille quatre centres de soins et de promotion sociale (CSPS) à Pensa, Ankouna, Yalgo et Zinibéogo tandis que le centre médical avec antenne chirurgicale (CMA) le plus proche est celui de Barsalogho et que le centre hospitalier régional (CHR) se trouve à Kaya.